# Kerry Zavagnin
Kerry Zavagnin, est un joueur puis entraîneur américain de soccer, né le 2 juillet 1974 à Plymouth, dans l'État du Michigan.

## Biographie

### Carrière en club
Après son cursus universitaire, Kerry Zavagnin s'engage en 1996 avec les Flyers de Raleigh qui évoluent en USISL. En 1997, il est repêché à la 21e place par les Rapids du Colorado. Peu avant le début de la saison 1997, il est échangé aux MetroStars en contrepartie du défenseur international américain Peter Vermes. Il est prêté quelques jours en juin aux Rough Riders de Long Island qui évoluent en A-League où il joue deux rencontres.
En 1999, il s'engage avec le Steam de Lehigh Valley, franchise de A-League. 
En février 2000, les Wizards de Kansas City sélectionnent Zavagnin dans la troisième ronde (trentième choix au total). À la fin de la saison 2008, il annonce la fin de sa carrière sportive après onze saisons en MLS. Avec les Wizards de Kansas City, Kerry Zavagnin dispute huit matchs en Coupe des clubs champions,.
Au cours de sa carrière de joueur, Kerry Zavagnin dispute notamment 276 matchs en MLS, pour huit buts inscrits.

### Carrière internationale
Kerry Zavagnin compte 21 sélections avec l'équipe des États-Unis entre 2000 et 2006.
Il participe au Mondial des moins de 20 ans 1993 qui se déroule en Australie. Il dispute quatre rencontres lors du Mondial junior, inscrivant un but contre la Corée du Sud (2-2). Les États-Unis atteignent les quarts de finale de la compétition, en étant éliminés par le Brésil.
Il est convoqué pour la première fois en équipe des États-Unis par le sélectionneur national Bruce Arena, pour un match amical contre le Mexique le 25 octobre 2000. Le match se solde par une victoire 2-0 des Américains. En 2006, il n'est pas sélectionné pour disputer la Coupe du monde où il n'est que réserviste.
Il reçoit sa dernière sélection le 22 mars 2006 contre l'Allemagne, lors d'un match amical. La rencontre se solde par une défaite 4-1 des Américains.

### Carrière d'entraîneur
Kerry Zavagnin effectue sa reconversion au sein du Sporting de Kansas City. Il est l'entraîneur adjoint de Peter Vermes depuis la saison 2009.

## Palmarès

### En club
- Avec les Wizards de Kansas City
  - Vainqueur de la Coupe MLS en 2000
  - Vainqueur du MLS Supporters' Shield en 2000
  - Vainqueur de la Coupe des États-Unis en 2004

### Distinctions personnelles
- MLS Best XI en 2004

## Statistiques
| Saison                | Club                            | Championnat           | Championnat | Championnat | Championnat | Coupe(s) nationale(s) | Coupe(s) nationale(s) | Coupe(s) nationale(s) | Compétition(s) continentale(s) | Compétition(s) continentale(s) | Compétition(s) continentale(s) | Compétition(s) continentale(s) | Séries | Séries | Séries | États-Unis | États-Unis | États-Unis | Total | Total | Total |
| Saison                | Club                            | Division              | M.          | B.          | P.d.        | M.                    | B.                    | P.d.                  | Comp.                          | M.                             | B.                             | P.d.                           | M.     | B.     | P.d.   | M.         | B.         | P.d.       | M.    | B.    | P.d.  |
| 1997                  | MetroStars                      | MLS                   | 21          | 0           | 0           | 1                     | 0                     | 0                     | -                              | -                              | -                              | -                              | -      | -      | -      | -          | -          | -          | 22    | 0     | 0     |
| 1997                  | Long Island Rough Riders (prêt) | A-League              | 2           | 0           | 0           | -                     | -                     | -                     | -                              | -                              | -                              | -                              | -      | -      | -      | -          | -          | -          | 2     | 0     | 0     |
| 1998                  | MetroStars                      | MLS                   | 18          | 0           | 2           | -                     | -                     | -                     | -                              | -                              | -                              | -                              | -      | -      | -      | -          | -          | -          | 18    | 0     | 2     |
| 1999                  | Lehigh Valley Steam             | A-League              | 24          | 2           | 2           | -                     | -                     | -                     | -                              | -                              | -                              | -                              | -      | -      | -      | -          | -          | -          | 24    | 2     | 2     |
| 2000                  | Kansas City Wizards             | MLS                   | 31          | 2           | 3           | 1                     | 0                     | 0                     | -                              | -                              | -                              | -                              | 7      | 0      | 2      | 1          | 0          | 0          | 40    | 2     | 5     |
| 2001                  | Kansas City Wizards             | MLS                   | 27          | 1           | 5           | 2                     | 0                     | 0                     | CM                             | 6                              | 0                              | -                              | 3      | 0      | 0      | 1          | 0          | 0          | 39    | 1     | 5     |
| 2002                  | Kansas City Wizards             | MLS                   | 27          | 1           | 2           | 3                     | 0                     | 0                     | CCC                            | 6                              | 0                              | 0                              | 3      | 0      | 0      | -          | -          | -          | 39    | 1     | 2     |
| 2003                  | Kansas City Wizards             | MLS                   | 29          | 1           | 2           | -                     | -                     | -                     | -                              | -                              | -                              | -                              | 3      | 0      | 1      | -          | -          | -          | 32    | 1     | 3     |
| 2004                  | Kansas City Wizards             | MLS                   | 24          | 0           | 2           | 4                     | 0                     | 0                     | -                              | -                              | -                              | -                              | 4      | 0      | 0      | 8          | 0          | 1          | 40    | 0     | 3     |
| 2005                  | Kansas City Wizards             | MLS                   | 28          | 0           | 4           | 2                     | 0                     | 0                     | CCC                            | 2                              | 0                              | 0                              | -      | -      | -      | 5          | 0          | 0          | 37    | 0     | 4     |
| 2006                  | Kansas City Wizards             | MLS                   | 25          | 0           | 1           | 1                     | 0                     | 0                     | -                              | -                              | -                              | -                              | -      | -      | -      | 6          | 0          | 0          | 32    | 0     | 1     |
| 2007                  | Kansas City Wizards             | MLS                   | 29          | 3           | 2           | 1                     | 0                     | 0                     | -                              | -                              | -                              | -                              | 3      | 0      | 0      | -          | -          | -          | 33    | 3     | 2     |
| 2008                  | Kansas City Wizards             | MLS                   | 17          | 0           | 1           | 3                     | 0                     | 0                     | -                              | -                              | -                              | -                              | -      | -      | -      | -          | -          | -          | 20    | 0     | 1     |
| Total sur la carrière | Total sur la carrière           | Total sur la carrière | 302         | 10          | 26          | 18                    | 0                     | 0                     | -                              | 14                             | 0                              | 0                              | 23     | 0      | 3      | 21         | 0          | 1          | 378   | 10    | 30    |